# Märkeskläder
Märkeskläder kallas kläder som saluförs under ett klädesmärke med högt anseende. Ofta är dessa kläder dyrare än andra, de behöver dock inte nödvändigtvis vara av högre kvalitet än billigare motsvarigheter.